# Circuit de Spa-Francorchamps

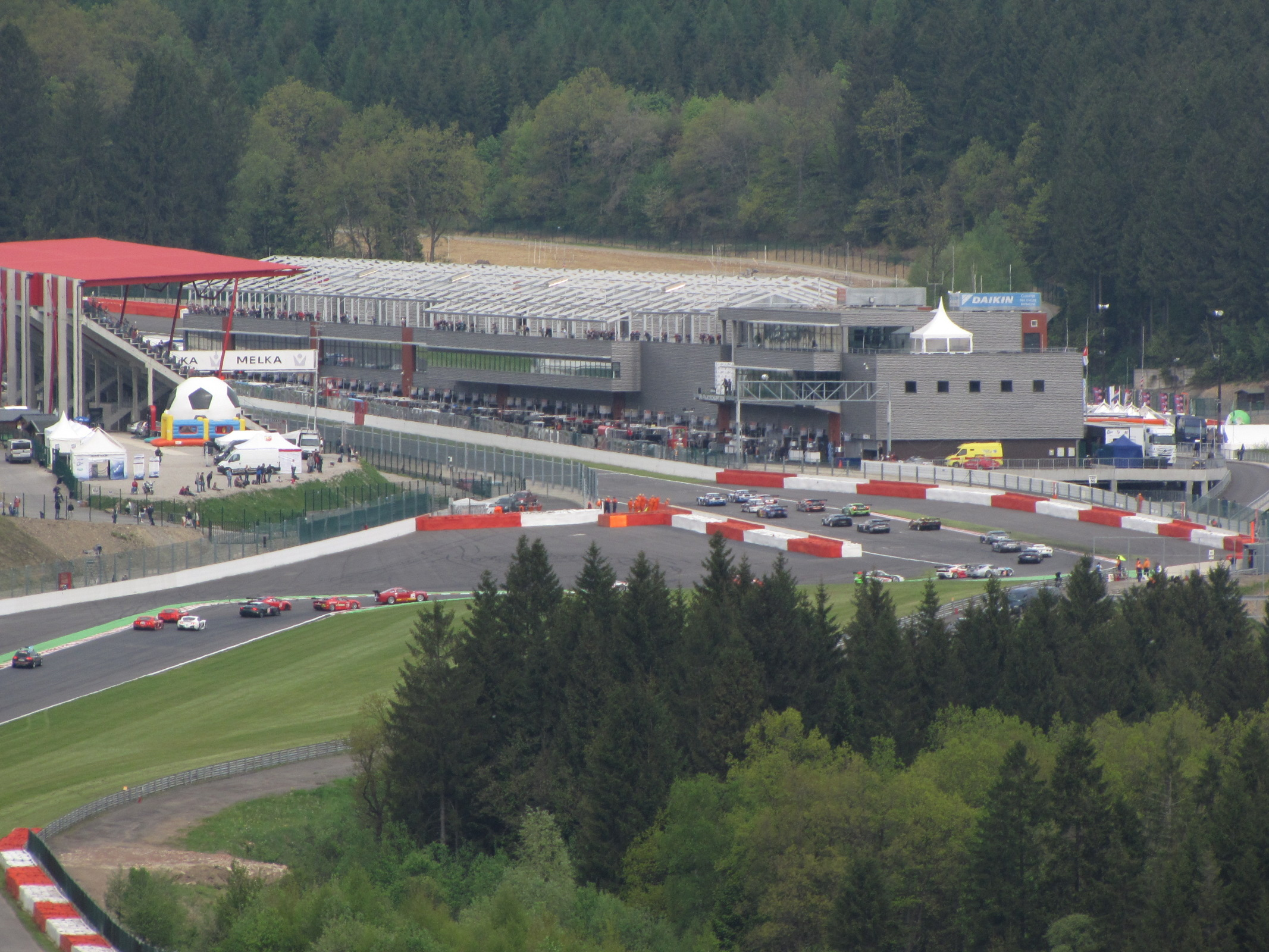
Die neue Boxenanlage mit Tribüne im Jahr 2009

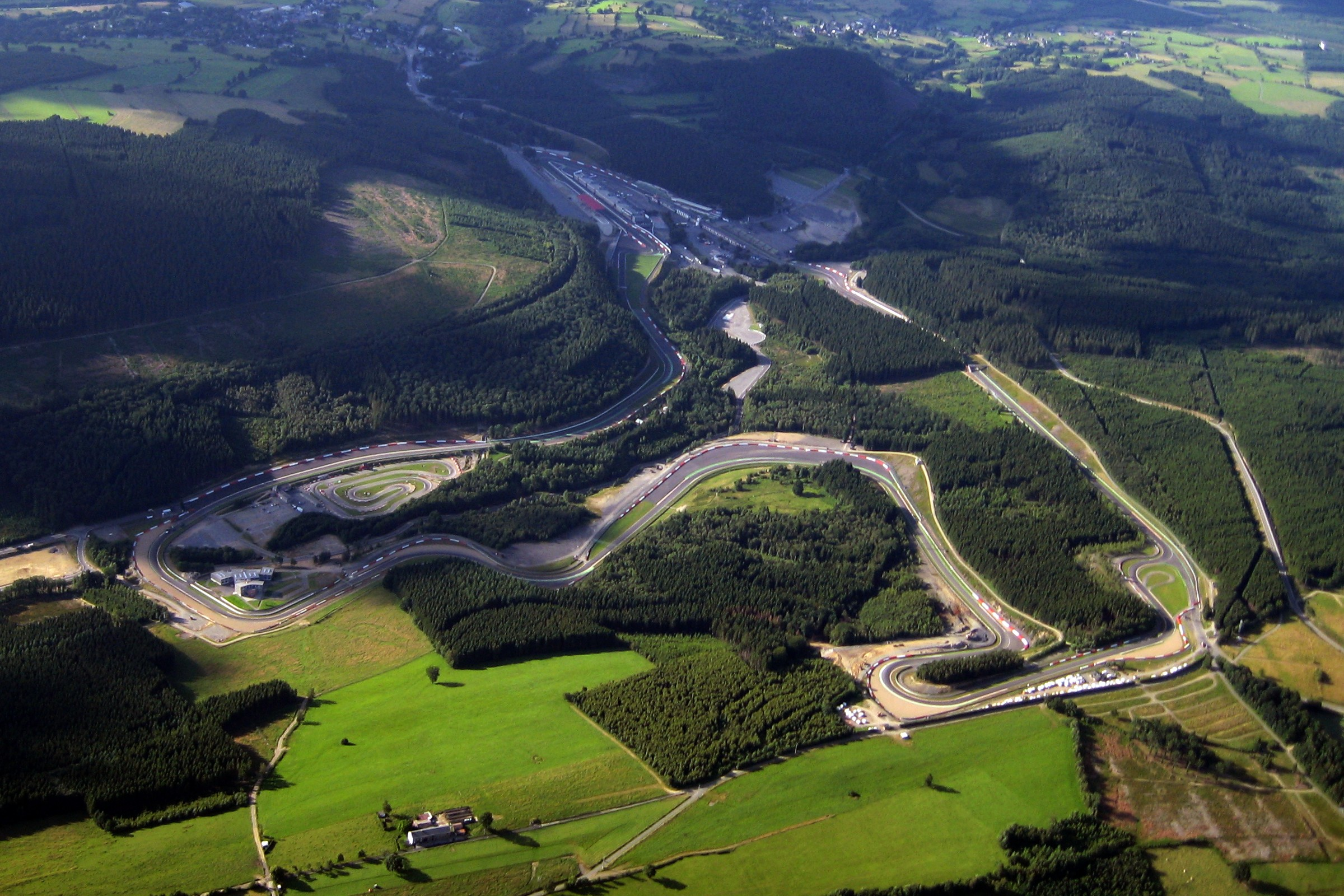
Luftbild der Strecke im Juni 2008

Der Circuit de Spa-Francorchamps ist eine Motorsport-Rennstrecke in der Wallonischen Region in Belgien. Sie liegt in den Ardennen, im Dreieck zwischen den Städten Stavelot (zu deren Gemeindegebiet der Kurs gehört), Spa und Malmedy – knapp 20 km entfernt von der deutsch-belgischen Grenze bei Monschau. Der Start-Ziel-Bereich der Strecke liegt nahe der Ortschaft Francorchamps, worin auch der Name des Kurses begründet liegt.
Wegen der Höhendifferenz im Streckenverlauf von insgesamt etwa 100 Metern und der zahlreichen Kurven, in denen hohe Fliehkräfte auftreten, trägt die Strecke auch den Beinamen „Ardennen-Achterbahn“. Seit 1925 wird dort mit einigen Unterbrechungen der Große Preis von Belgien ausgetragen; seit 1950 als Formel-1-Weltmeisterschaftslauf.

## Geschichte

### Ursprünglicher Streckenverlauf
Bis zum Inkrafttreten des Versailler Vertrages im Januar 1920 gehörte der Ostteil der Rennstrecke zum Deutschen Reich. Das Gebiet von Eupen-Malmedy wurde als Ergebnis einer umstrittenen Volksbefragung nach einer fünfjährigen Übergangszeit in den belgischen Staat eingegliedert.
Die ursprünglich 14,863 km lange Strecke wurde 1921 eröffnet und bestand weitgehend aus sonst öffentlichen Landstraßen im Dreieck zwischen den Ortschaften Francorchamps im Norden, Malmedy im Südosten und Stavelot im Südwesten. Zum ersten geplanten Autorennen erschien jedoch nur ein Teilnehmer, so dass es abgesagt wurde und der Kurs stattdessen mit einem Motorradrennen eröffnet wurde.
Kurz nach der Senke Eau Rouge bog die ursprüngliche Strecke scharf links ab, um dann in einer Haarnadelkurve rechts bergauf zu führen. Diese Kurve wurde Virage de l’Ancienne Douane (Kurve an der alten Zollstation) genannt, da dort die ehemaligen belgisch-deutschen Grenzanlagen standen. Erst 1939 wurde als steil bergauf führende Abkürzung die später berühmt gewordene Mutkurve Raidillon geschaffen, um die Durchschnittsgeschwindigkeit des Kurses zu erhöhen. Der öffentliche Straßenverkehr, der bis 2001 als Umleitung des noch nicht fertiggestellten Abschnitts der Autobahn 27 über die Strecke führte, wurde hinter den Tribünen über die alte Haarnadelkurve geführt. In der Senke trafen die beiden Richtungsfahrbahnen wieder aufeinander. Die zweite deutsch-belgische Grenzstation lag hinter der langgezogenen Rechtskurve durch Bürnenville am Anfang der langen Masta-Geraden von Malmedy nach Stavelot entlang der damaligen Bahnstrecke Waimes–Stavelot. Um die enge Kurve in der Ortsdurchfahrt von Stavelot zu umgehen und um die Durchschnittsgeschwindigkeit des Kurses zu erhöhen, wurde auch dort eine Abkürzung in Form einer langgezogenen leicht überhöhten Rechtskurve eingefügt.
Sonst bestand die dreiecksförmig angelegte Strecke aus langen Geraden und nur wenigen, aber meist sehr schnellen Kurven. Die berühmte Ausnahme von dieser Regel bildet die Spitzkehre La Source im Norden, die nicht durch eine weitere Maßnahme umgangen wurde. Die Spitzkehre war einst die letzte Kurve vor der ursprünglichen Start-Ziel-Anlage in der Mitte des Bergabstücks zu Eau Rouge und bei Starts fuhr das gesamte Feld mit hoher Geschwindigkeit auf diese Engstelle zu. Für die Formel 1 wurde eine zusätzliche Boxenanlage sowie Start-Ziel auf dem ebenen Teilstück vor La Source gebaut, so dass das Starterfeld erst diese Spitzkehre umrunden muss, wonach die Wagen meist einzeln und somit sicherer durch Eau Rouge fahren.
Eine schnelle Streckenführung und die schlechte Absicherung – Laternen, Straßenschilder, Bäume und Gebäude standen ungesichert nahe an der Strecke, Gullydeckel in der Fahrbahn sorgten für überraschende Rutschpartien –, sondern auch das unberechenbare Wetter machten Spa-Francorchamps lebensgefährlich. Wegen der Länge der Strecke kam es vor, dass es bei Start und Ziel trocken war, während es einige Kilometer weiter in Strömen regnete. Beim Formel-1-Grand-Prix 1966 fuhren die Wagen nach dem Start mit hoher Geschwindigkeit in den nassen Streckenabschnitt bei Burnenville ein und verunfallten teilweise, was im Film Grand Prix aus der Hubschrauberperspektive dokumentiert wurde.
Das erste Autorennen fand 1922 statt, das erste 24-Stunden-Rennen 1924.

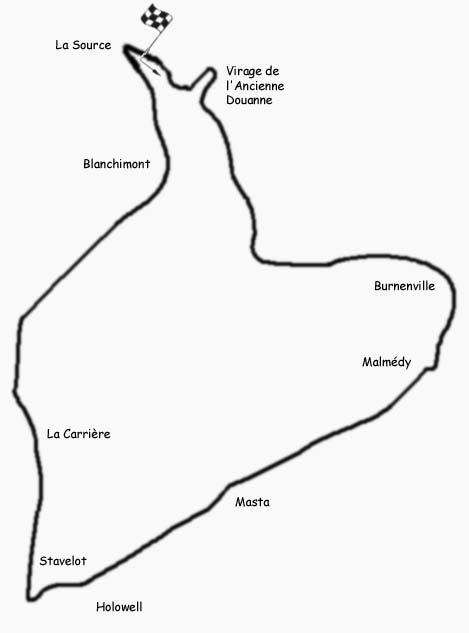
Ursprüngliche Strecke
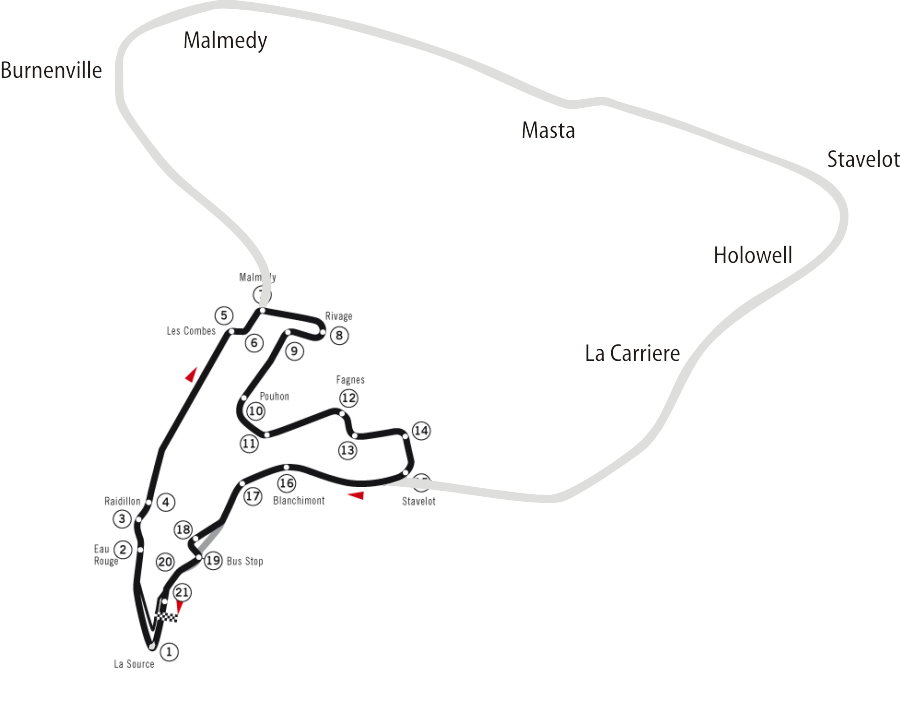
Die alte und neue Grand-Prix-Strecke im Vergleich (Grau= alt) (Süden ist oben)
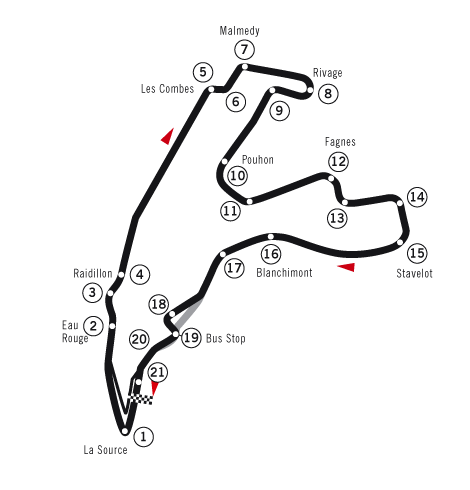
Die Strecke vor dem Umbau 2006 (Süden ist oben)

### Verbannung aus dem Formel-1-Rennkalender
Der Circuit de Spa-Francorchamps wurde nach 1970 aus dem Grand-Prix-Kalender verbannt, weil er aufgrund der hohen Geschwindigkeiten als zu gefährlich eingestuft wurde. Zuletzt erzielte der Mexikaner Pedro Rodríguez auf der zu dieser Zeit noch 14,099 km langen Strecke mit seinem BRM P153 eine Durchschnittsgeschwindigkeit von knapp 240 km/h. Einen guten Eindruck von den Streckenverhältnissen und Gefahren in den 1960er Jahren lieferte 1966 der Film Grand Prix, der zum Teil in Spa-Francorchamps gedreht wurde.

### Umbaumaßnahmen

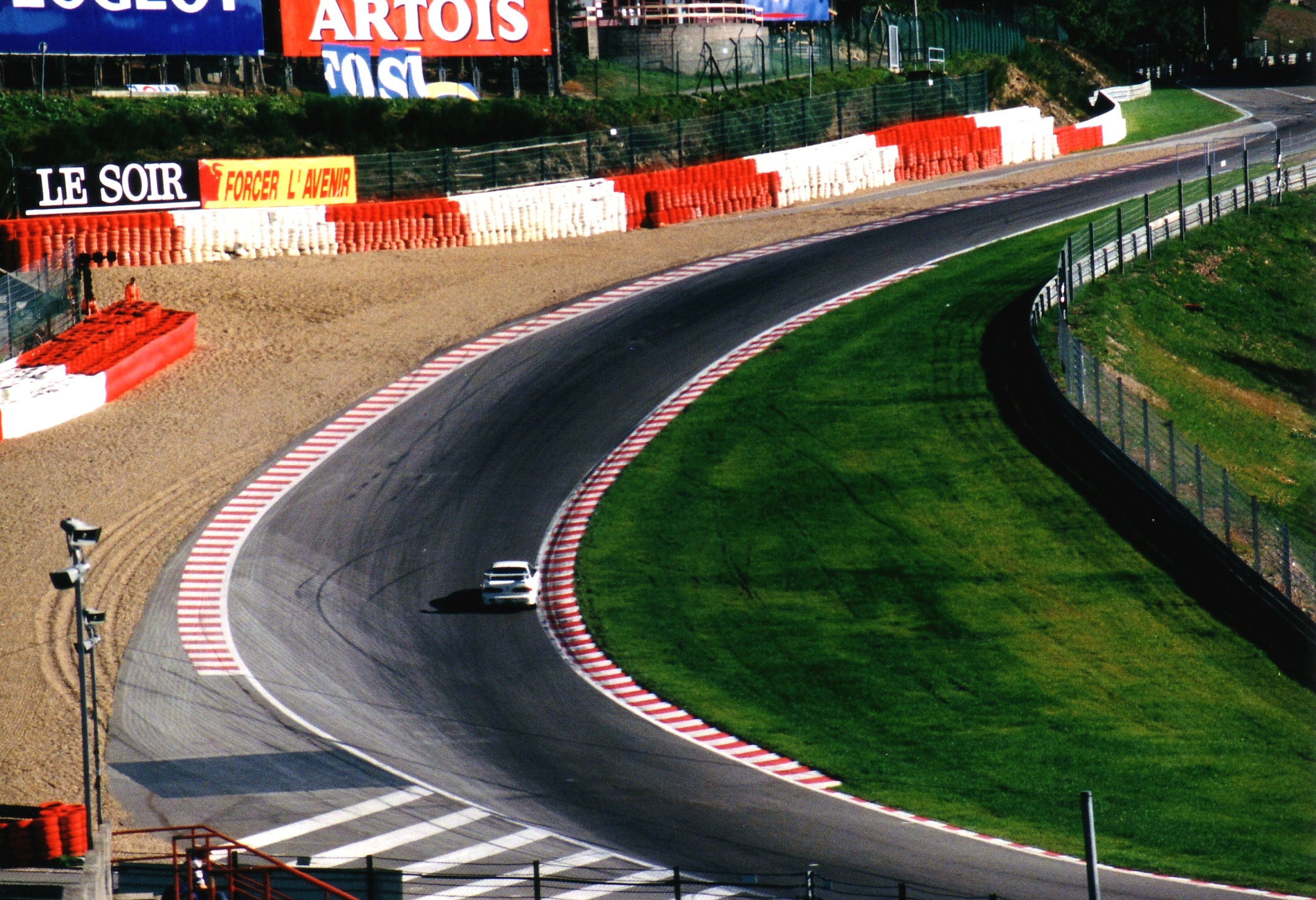
Die legendäre Kurvenkombination Eau Rouge/Raidillon 1999 mit Kies-Auslaufzone vor dem Umbau 2001

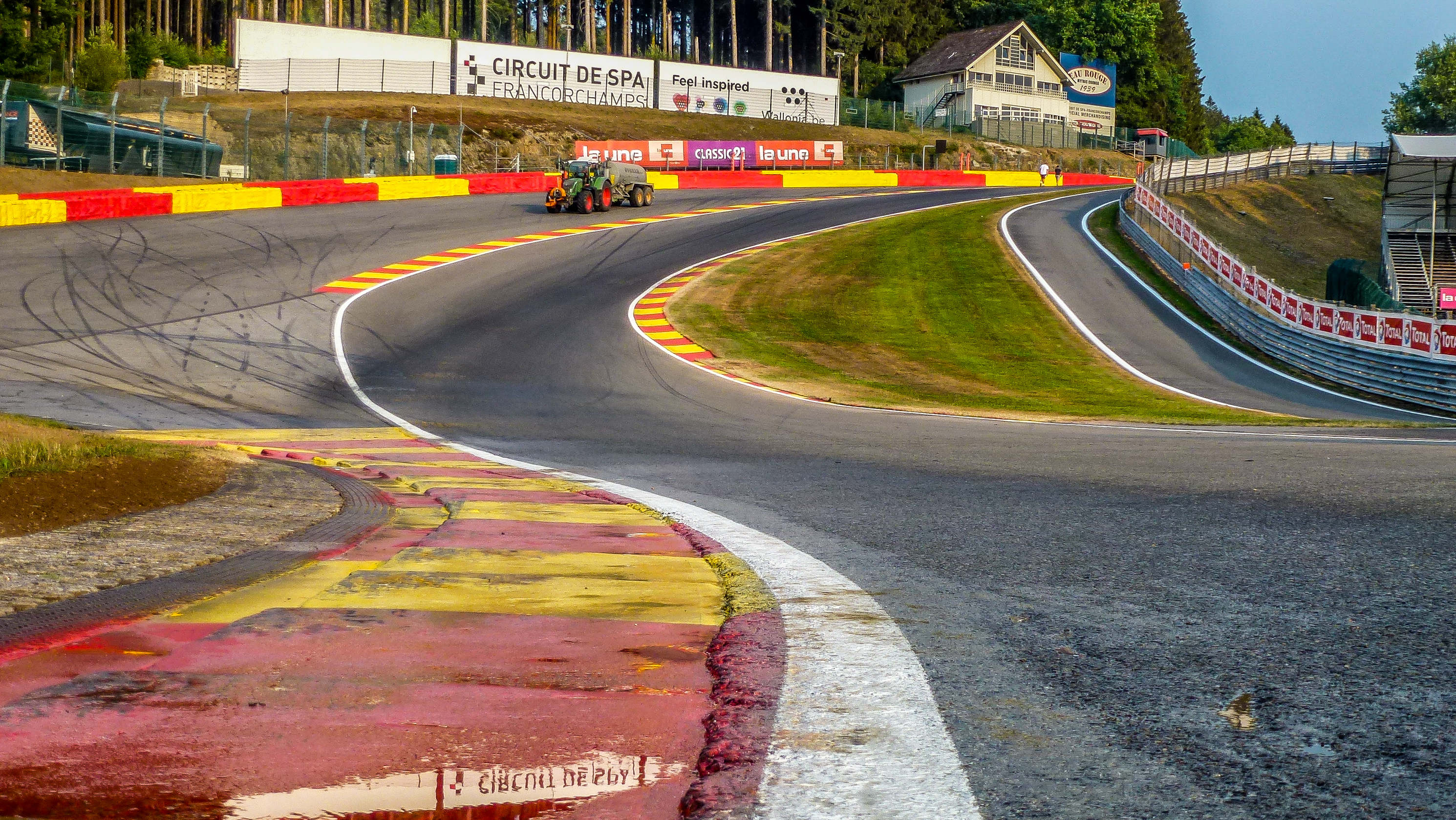
Die neu gestaltete Kombination Eau Rouge/Raidillon mit großer Asphalt-Auslaufzone

Die Strecke wurde bis 1979 auf etwa die Hälfte verkürzt. Der neue Streckenteil zweigt nach der Kemmel-Geraden ab, führt bergab und mündet in der Stavelot-Kurve in die bestehende Straße. Dieser Umbau erhöhte die Sicherheit und bewahrte dennoch teilweise den ursprünglichen Charakter der Strecke. 1983 wurde Spa nach langwierigen Umbaumaßnahmen wieder an Stelle des Kurses in Zolder in den Formel-1-Kalender aufgenommen.
Seit Frühjahr 2001 sind die Teile der nun 6,976 km langen Strecke, die noch reguläre Landstraßen waren, permanent für den öffentlichen Verkehr gesperrt. Im Osten wurde dazu eine neue Umgehungsstraße (N62c) von Francorchamps nach Les Combes bzw. Burnenville erbaut. Der Abschnitt der alten Rennstrecke vom Ort Stavelot bis zur Einmündung der neuen Kurve Stavelot wurde zur Sackgasse bzw. zur südlichen Zufahrt ins Fahrerlager, mit teils sehr schlechtem Belag. Seither ist der Circuit de Spa-Francorchamps eine permanente Rennstrecke.
Nach der Saison 2005 forderte die Formel-1-Administration (FOA) umfangreiche Umbauarbeiten an der Strecke, vor allem im infrastrukturellen Bereich. Anfang 2006 war mit den Bauarbeiten noch nicht begonnen worden, so dass eine Fertigstellung zum geplanten Rennen nicht gewährleistet war und der belgische Grand Prix gestrichen wurde. In der Folge übernahm die FOA unter Leitung des Formel-1-Promoters Bernie Ecclestone die Federführung für die Umbauarbeiten und die Zukunft des Kurses und verpflichtete sich vertraglich, ab 2007 für mindestens fünf Jahre jeweils einen Formel-1-Grand-Prix in Spa-Francorchamps auszurichten. Damit war der Verbleib im Saisonkalender bis 2012 gesichert.
Die mit rund 18 Millionen Euro veranschlagten Arbeiten begannen Mitte November 2006 und wurden im Mai 2007 fertiggestellt. Unter anderem wurde die Bus-Stop-Schikane in eine enge Rechts-Links-Kombination umgewandelt, die La-Source-Haarnadelkurve modifiziert und mit einer größeren Auslaufzone ergänzt sowie eine neue Boxenanlage samt Fahrerlager gebaut. Dazu kamen der Bau neuer Tribünen im Bereich der Start- und Zielgeraden, bei La Source und Eau Rouge mit einer Erweiterung der Zuschauerkapazität von 70.000 auf 84.000. Die Doppellinkskurve Pouhon erhielt einen ebeneren Belag und eine asphaltierte Auslaufzone. Die aktuell 7,004 km lange Strecke wurde für die Formel-1-Saisons 2007 (16. September) und 2008 (7. September) wieder in den Kalender aufgenommen. Ebenfalls 2008 wurde die Kurve Nr. 15 (ehemals Stavelot) nach dem belgischen Rennfahrer Paul Frère benannt.

## Besonderheiten
Ein Kuriosum von Spa sind zwei Startvarianten und Boxenanlagen. Während sich die Start- und Ziellinie für die Formel 1 vor La Source befindet, werden andere Rennen noch auf der Bergab-Geraden vor Eau Rouge gestartet. Dort befindet sich auch noch die alte Boxenanlage. Diese wird zum Teil bei großen Veranstaltungen – etwa an den Formel-1-Wochenenden oder beim 24-Stunden-Rennen – zusätzlich zu den neuen Boxen genutzt. Die Teams der Rahmenrennen werden üblicherweise in der alten Boxenanlage untergebracht und auch der Rennstart dieser Fahrzeuge erfolgt auf der alten Start- und Zielgeraden.
Michael Schumacher feierte am 2. September 2012 in Spa seine 300. Grand-Prix-Teilnahme. Dort war er am 25. August 1991 auch sein erstes Formel-1-Rennen gefahren und konnte ein Jahr später seinen ersten Sieg auf dieser Strecke feiern.

## Weitere Rennsportserien
Neben der Formel 1 finden in Spa-Francorchamps auch Rennen zahlreicher anderer Motorsport-Klassen statt; dazu gehören die Blancpain Endurance Series, die Formel 3, RCN, die Motorrad-Endurance, die ADAC GT Masters, sowie ehemals die DTM und die WTCC. Die bekanntesten in Spa ausgetragenen Langstreckenrennen bzw. Sportwagenrennen sind das 24-Stunden-Rennen von Spa-Francorchamps und das 6-Stunden-Rennen von Spa-Francorchamps der FIA-Langstrecken-Weltmeisterschaft (WEC). Des Weiteren gibt es auf dem Gelände eine Kart-Bahn und einen Motocross-Kurs.

## Statistik

### Formel 1

#### Rundenrekorde
Q = Qualifikation; R = Rennen
| Q | 4:09,8 min | 203,49 km/h | Juan Manuel Fangio | Ferrari  | 1956 |
| R | 4:14,7 min | 199,58 km/h | Stirling Moss      | Maserati | 1956 |

| Q | 3:28,0 min | 244,04 km/h | Jackie Stewart | March-Ford | 1970 |
| R | 3:27,4 min | 244,74 km/h | Chris Amon     | March-Ford | 1970 |

| Q | 2:04,615 min | 200,75 km/h | Alain Prost       | Renault    | 1983 |
| R | 2:07,493 min | 196,22 km/h | Andrea de Cesaris | Alfa Romeo | 1983 |

| Q | 1:47,811 min | 231,74 km/h | Ayrton Senna | McLaren-Honda | 1991 |
| R | 1:55,087 min | 217,09 km/h | Alain Prost  | Ferrari       | 1990 |

| Q | 1:47,571 min | 233,39 km/h | Alain Prost | Williams-Renault | 1993 |
| R | 1:51,095 min | 225,99 km/h | Alain Prost | Williams-Renault | 1993 |

| Q | 1:43,726 min | 241,84 km/h | Michael Schumacher | Ferrari | 2002 |
| R | 1:47,176 min | 234,05 km/h | Michael Schumacher | Ferrari | 2002 |

| Q | 1:46,391 min | 236,05 km/h | Juan Pablo Montoya | McLaren-Mercedes | 2005 |
| R | 1:45,108 min | 238,93 km/h | Kimi Räikkönen     | McLaren-Mercedes | 2004 |

| Q | 1:41,252 min | 249,03 km/h | Lewis Hamilton | Mercedes               | 2020 |
| R | 1:44,701 min | 240,82 km/h | Sergio Pérez   | Oracle Red Bull Racing | 2024 |

#### Sieger
| Nr. | Jahr | Fahrer             | Konstrukteur | Motor         | Reifen | Zeit          | Streckenlänge | Runden | Ø-Tempo      | Datum         | GP von  |
| --- | ---- | ------------------ | ------------ | ------------- | ------ | ------------- | ------------- | ------ | ------------ | ------------- | ------- |
| 1   | 1950 | Juan Manuel Fangio | Alfa Romeo   | Alfa Romeo    | P      | 2:47:26,000 h | 14,120 km     | 35     | 177,097 km/h | 18. Juni      | Belgien |
| 2   | 1951 | Giuseppe Farina    | Alfa Romeo   | Alfa Romeo    | P      | 2:45:46,000 h | 14,120 km     | 36     | 183,989 km/h | 17. Juni      | Belgien |
| 3   | 1952 | Alberto Ascari     | Ferrari      | Ferrari       | P      | 3:03:46,300 h | 14,120 km     | 36     | 165,962 km/h | 22. Juni      | Belgien |
| 4   | 1953 | Alberto Ascari     | Ferrari      | Ferrari       | P      | 2:48:30,300 h | 14,120 km     | 36     | 180,999 km/h | 21. Juni      | Belgien |
| 5   | 1954 | Juan Manuel Fangio | Maserati     | Maserati      | P      | 2:44:42,400 h | 14,120 km     | 36     | 185,173 km/h | 20. Juni      | Belgien |
| 6   | 1955 | Juan Manuel Fangio | Mercedes     | Mercedes      | C      | 2:39:29,000 h | 14,120 km     | 36     | 191,238 km/h | 5. Juni       | Belgien |
| 7   | 1956 | Peter Collins      | Ferrari      | Ferrari       | E      | 2:40:00,300 h | 14,120 km     | 36     | 190,614 km/h | 3. Juni       | Belgien |
|     |      |                    |              |               |        |               |               |        |              |               | Belgien |
| 8   | 1958 | Tony Brooks        | Vanwall      | Vanwall       | D      | 2:37:06,300 h | 14,100 km     | 36     | 209,093 km/h | 15. Juni      | Belgien |
|     |      |                    |              |               |        |               |               |        |              |               | Belgien |
| 9   | 1960 | Jack Brabham       | Cooper       | Climax        | D      | 2:21:37,300 h | 14,100 km     | 36     | 215,052 km/h | 19. Juni      | Belgien |
| 10  | 1961 | Phil Hill          | Ferrari      | Ferrari       | D      | 2:03:03,800 h | 14,100 km     | 30     | 206,235 km/h | 18. Juni      | Belgien |
| 11  | 1962 | Jim Clark          | Lotus        | Climax        | D      | 2:07:32,300 h | 14,100 km     | 32     | 212,266 km/h | 17. Juni      | Belgien |
| 12  | 1963 | Jim Clark          | Lotus        | Climax        | D      | 2:27:47,600 h | 14,100 km     | 32     | 183,175 km/h | 9. Juni       | Belgien |
| 13  | 1964 | Jim Clark          | Lotus        | Climax        | D      | 2:06:40,500 h | 14,100 km     | 32     | 213,712 km/h | 14. Juni      | Belgien |
| 14  | 1965 | Jim Clark          | Lotus        | Climax        | D      | 2:23:34,800 h | 14,100 km     | 32     | 188,550 km/h | 13. Juni      | Belgien |
| 15  | 1966 | John Surtees       | Ferrari      | Ferrari       | D      | 2:09:11,300 h | 14,100 km     | 28     | 183,360 km/h | 12. Juni      | Belgien |
| 16  | 1967 | Dan Gurney         | Eagle        | Weslake       | G      | 1:40:49,400 h | 14,100 km     | 28     | 234,946 km/h | 18. Juni      | Belgien |
| 17  | 1968 | Bruce McLaren      | McLaren      | Ford          | G      | 1:40:02,100 h | 14,100 km     | 28     | 236,797 km/h | 9. Juni       | Belgien |
|     |      |                    |              |               |        |               |               |        |              |               | Belgien |
| 18  | 1970 | Pedro Rodríguez    | B.R.M.       | B.R.M.        | D      | 1:38:09,900 h | 14,100 km     | 28     | 241,308 km/h | 7. Juni       | Belgien |
|     |      |                    |              |               |        |               |               |        |              |               | Belgien |
| 19  | 1983 | Alain Prost        | Renault      | Renault       | M      | 1:27:11,502 h | 6,949 km      | 40     | 191,275 km/h | 22. Mai       | Belgien |
|     |      |                    |              |               |        |               |               |        |              |               | Belgien |
| 20  | 1985 | Ayrton Senna       | Lotus        | Renault       | G      | 1:34:19,893 h | 6,940 km      | 43     | 189,811 km/h | 15. September | Belgien |
| 21  | 1986 | Nigel Mansell      | Williams     | Honda         | G      | 1:27:57,925 h | 6,940 km      | 43     | 203,548 km/h | 25. Mai       | Belgien |
| 22  | 1987 | Alain Prost        | McLaren      | Porsche (TAG) | G      | 1:27:03,217 h | 6,940 km      | 43     | 205,680 km/h | 17. Mai       | Belgien |
| 23  | 1988 | Ayrton Senna       | McLaren      | Honda         | G      | 1:28:00,549 h | 6,940 km      | 43     | 203,447 km/h | 28. August    | Belgien |
| 24  | 1989 | Ayrton Senna       | McLaren      | Honda         | G      | 1:40:54,196 h | 6,940 km      | 44     | 181,576 km/h | 27. August    | Belgien |
| 25  | 1990 | Ayrton Senna       | McLaren      | Honda         | G      | 1:26:31,997 h | 6,940 km      | 44     | 211,729 km/h | 26. August    | Belgien |
| 26  | 1991 | Ayrton Senna       | McLaren      | Honda         | G      | 1:27:17,669 h | 6,940 km      | 44     | 209,883 km/h | 25. August    | Belgien |
| 27  | 1992 | Michael Schumacher | Benetton     | Ford          | G      | 1:36:10,721 h | 6,974 km      | 44     | 191,429 km/h | 30. August    | Belgien |
| 28  | 1993 | Damon Hill         | Williams     | Renault       | G      | 1:24:32,124 h | 6,974 km      | 44     | 217,795 km/h | 29. August    | Belgien |
| 29  | 1994 | Damon Hill         | Williams     | Renault       | G      | 1:28:47,170 h | 7,001 km      | 44     | 208,170 km/h | 28. August    | Belgien |
| 30  | 1995 | Michael Schumacher | Benetton     | Renault       | G      | 1:36:47,875 h | 6,974 km      | 44     | 190,204 km/h | 27. August    | Belgien |
| 31  | 1996 | Michael Schumacher | Ferrari      | Ferrari       | G      | 1:28:15,125 h | 6,968 km      | 44     | 208,443 km/h | 25. August    | Belgien |
| 32  | 1997 | Michael Schumacher | Ferrari      | Ferrari       | G      | 1:33:46,717 h | 6,968 km      | 44     | 196,159 km/h | 24. August    | Belgien |
| 33  | 1998 | Damon Hill         | Jordan       | Mugen         | G      | 1:43:47,407 h | 6,968 km      | 44     | 177,238 km/h | 30. August    | Belgien |
| 34  | 1999 | David Coulthard    | McLaren      | Mercedes      | B      | 1:25:43,057 h | 6,968 km      | 44     | 214,596 km/h | 29. August    | Belgien |
| 35  | 2000 | Mika Häkkinen      | McLaren      | Mercedes      | B      | 1:28:14,494 h | 6,968 km      | 44     | 208,468 km/h | 27. August    | Belgien |
| 36  | 2001 | Michael Schumacher | Ferrari      | Ferrari       | B      | 1:08:05,002 h | 6,968 km      | 36     | 221,050 km/h | 2. September  | Belgien |
| 37  | 2002 | Michael Schumacher | Ferrari      | Ferrari       | B      | 1:21:20,634 h | 6,968 km      | 44     | 226,133 km/h | 1. September  | Belgien |
|     |      |                    |              |               |        |               |               |        |              |               | Belgien |
| 38  | 2004 | Kimi Räikkönen     | McLaren      | Mercedes      | M      | 1:32:35,274 h | 6,976 km      | 44     | 198,824 km/h | 29. August    | Belgien |
| 39  | 2005 | Kimi Räikkönen     | McLaren      | Mercedes      | M      | 1:30:01,295 h | 6,976 km      | 44     | 204,580 km/h | 11. September | Belgien |
|     |      |                    |              |               |        |               |               |        |              |               | Belgien |
| 40  | 2007 | Kimi Räikkönen     | Ferrari      | Ferrari       | B      | 1:20:39,066 h | 7,004 km      | 44     | 229,266 km/h | 16. September | Belgien |
| 41  | 2008 | Felipe Massa       | Ferrari      | Ferrari       | B      | 1:22:59,394 h | 7,004 km      | 44     | 223,873 km/h | 7. September  | Belgien |
| 42  | 2009 | Kimi Räikkönen     | Ferrari      | Ferrari       | B      | 1:23:50,995 h | 7,004 km      | 44     | 220,431 km/h | 30. August    | Belgien |
| 43  | 2010 | Lewis Hamilton     | McLaren      | Mercedes      | B      | 1:29:04,268 h | 7,004 km      | 44     | 207,510 km/h | 29. August    | Belgien |
| 44  | 2011 | Sebastian Vettel   | Red Bull     | Renault       | P      | 1:26:44,893 h | 7,004 km      | 44     | 213,066 km/h | 28. August    | Belgien |
| 45  | 2012 | Jenson Button      | McLaren      | Mercedes      | P      | 1:29:08,530 h | 7,004 km      | 44     | 207,344 km/h | 2. September  | Belgien |
| 46  | 2013 | Sebastian Vettel   | Red Bull     | Renault       | P      | 1:23:42,196 h | 7,004 km      | 44     | 220,817 km/h | 25. August    | Belgien |
| 47  | 2014 | Daniel Ricciardo   | Red Bull     | Renault       | P      | 1:24:36,556 h | 7,004 km      | 44     | 218,453 km/h | 24. August    | Belgien |
| 48  | 2015 | Lewis Hamilton     | Mercedes     | Mercedes      | P      | 1:23:40,387 h | 7,004 km      | 44     | 215,874 km/h | 23. August    | Belgien |
| 49  | 2016 | Nico Rosberg       | Mercedes     | Mercedes      | P      | 1:44:51.058 h | 7,004 km      | 44     | 176,279 km/h | 28. August    | Belgien |
| 50  | 2017 | Lewis Hamilton     | Mercedes     | Mercedes      | P      | 1:24:42.820 h | 7,004 km      | 44     | 218,183 km/h | 27. August    | Belgien |
| 51  | 2018 | Sebastian Vettel   | Ferrari      | Ferrari       | P      | 1:23:34.476 h | 7,004 km      | 44     | 221,157 km/h | 26. August    | Belgien |
| 52  | 2019 | Charles Leclerc    | Ferrari      | Ferrari       | P      | 1:23:45.710 h | 7,004 km      | 44     | 220,663 km/h | 1. September  | Belgien |
| 53  | 2020 | Lewis Hamilton     | Mercedes     | Mercedes      | P      | 1:24:08.761 h | 7,004 km      | 44     | 219,655 km/h | 30. August    | Belgien |
| 54  | 2021 | Max Verstappen     | Red Bull     | Honda         | P      | 0:03:27,071 h | 7,004 km      | 1      | 121,767 km/h | 29. August    | Belgien |
| 55  | 2022 | Max Verstappen     | Red Bull     | RBPT          | P      | 1:25:52,864 h | 7,004 km      | 44     | 215,216 km/h | 28. August    | Belgien |
| 56  | 2023 | Max Verstappen     | Red Bull     | Honda RBPT    | P      | 1:22:30,450 h | 7,004 km      | 44     | 224,017 km/h | 30. Juli      | Belgien |
| 57  | 2024 | Lewis Hamilton     | Mercedes     | Mercedes      | P      | 1:19:57,566 h | 7,004 km      | 44     | 231,156 km/h | 28. Juli      | Belgien |
| 58  | 2025 | Oscar Piastri      | McLaren      | Mercedes      | P      | 1:25:22,601 h | 7,004 km      | 44     | 216,576 km/h | 27. Juli      | Belgien |

Rekordsieger
Fahrer: Michael Schumacher (6), Lewis Hamilton  / Ayrton Senna (je 5), Jim Clark / Kimi Räikkönen (je 4)
Fahrernationen: Großbritannien (18), Deutschland (10), Brasilien (6)
Konstrukteure: Ferrari (14), McLaren (13), Mercedes / Red Bull (je 6)
Motorenhersteller: Ferrari (14), Mercedes (13), Renault (8)
Reifenhersteller: Pirelli (20), Goodyear (16), Dunlop (9)